# Brad Grey
Pour les articles homonymes, voir Grey.
Brad Alan Grey, né le 29 décembre 1957 dans le Bronx à New York et mort le 14 mai 2017 à Holmby Hills (Los Angeles), est un producteur de télévision et de cinéma américain.

## Biographie
Ancien agent artistique, Brad Grey devient en 2005 le PDG de Paramount Pictures. Il est le cofondateur de Plan B Entertainment avec Brad Pitt et Jennifer Aniston. 
Il est l'une des personnalités les plus influentes du monde du spectacle à Hollywood à être appelés à témoigner lors du procès d'Anthony Pellicano.
Il meurt des suites d'un cancer le 14 mai 2017.
Sous sa présidence, la Paramount a enregistré les 8 plus gros succès de son histoire.